# Medaille „Für Verdienste um das Hilfswerk bei dem Erdbeben in Kalabrien und Sizilien“
Die Medaille „Für Verdienste um das Hilfswerk bei dem Erdbeben in Kalabrien und Sizilien“ (it. Medaglia per il servizio presso l'Agenzia del terremoto in Calabria e Sicilia) war eine Auszeichnung des Königreiches Italien, welche am 6. Mai 1909 per Dekret durch König Viktor Emanuel III. in drei Klassen, Bronze, Silber und Gold, gestiftet wurde. Die Verleihung der Medaille erfolgte dabei an verdiente Personen des italienischen Hilfswerkes bei der Beseitigung der Erdbebenschäden in Kalabrien und Sizilien, welches am 18. Dezember 1908 als Erdbeben von Messina zwischen 72.000 und 110.000 Menschen das Leben kostete.

## Aussehen und Trageweise
Die bronzene, silberne oder vergoldete Medaille zeigt auf ihrem Avers die links blickende Kopfbüste des Königs Viktor von Italien sowie als Umschrift seinen Namenszug VITTORIO EMANUELLE III. Das Revers zeigt innerhalb eines geschlossenen Lorbeerkranzes mit Früchten die vierzeilige erhaben geprägte Inschrift: TERREMOTO / 28 DICEMBRE 1908 / IN CALABRIA / E IN SICILLA (Erdbeben 28. Dezember 1908 in Calabrien und Sizilien). Getragen wurde die Medaille an der linken oberen Brustseite des Beliehenen an einem grünen Bande mit weißen Saum.